# Payar-Tempel

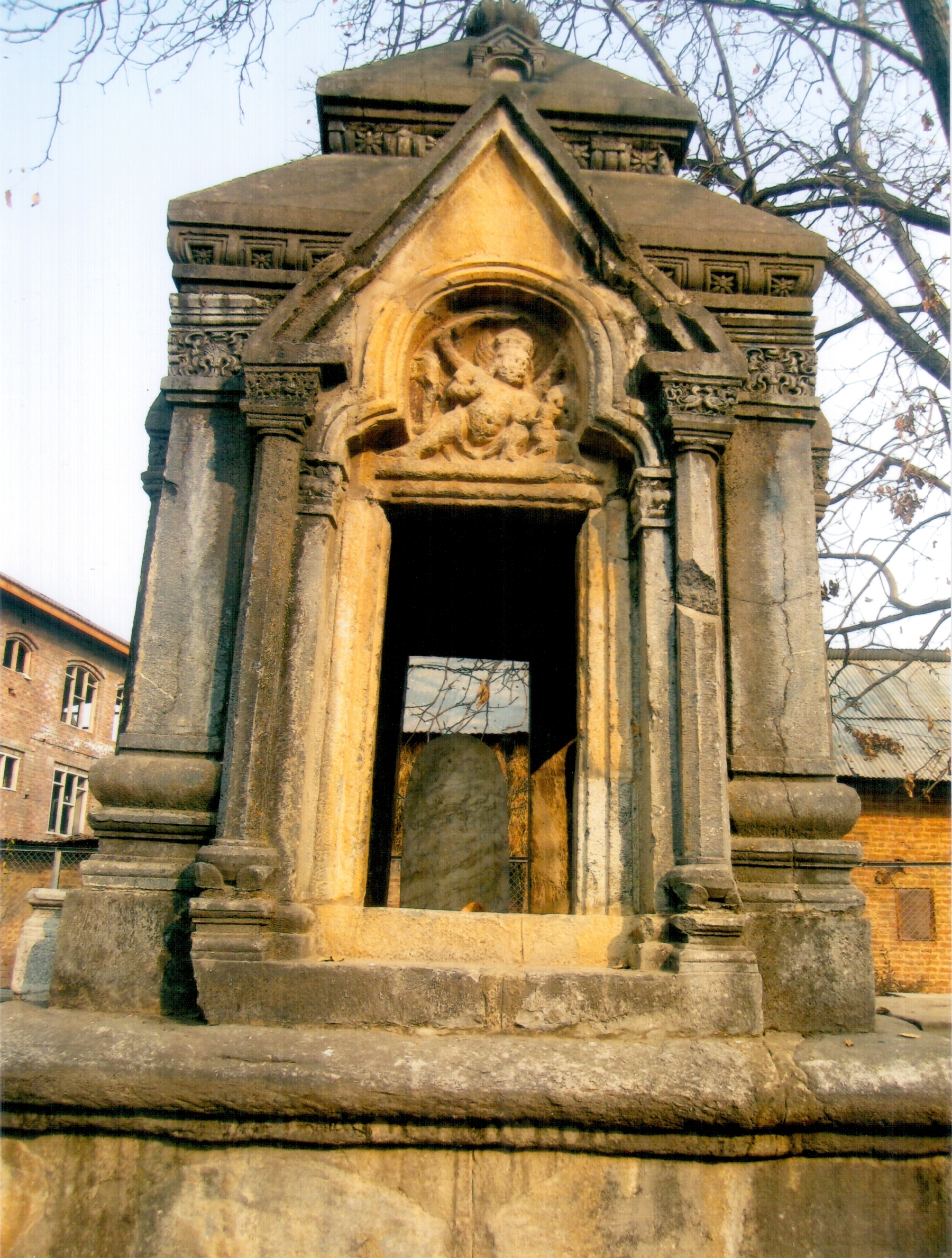
Payar-Tempel

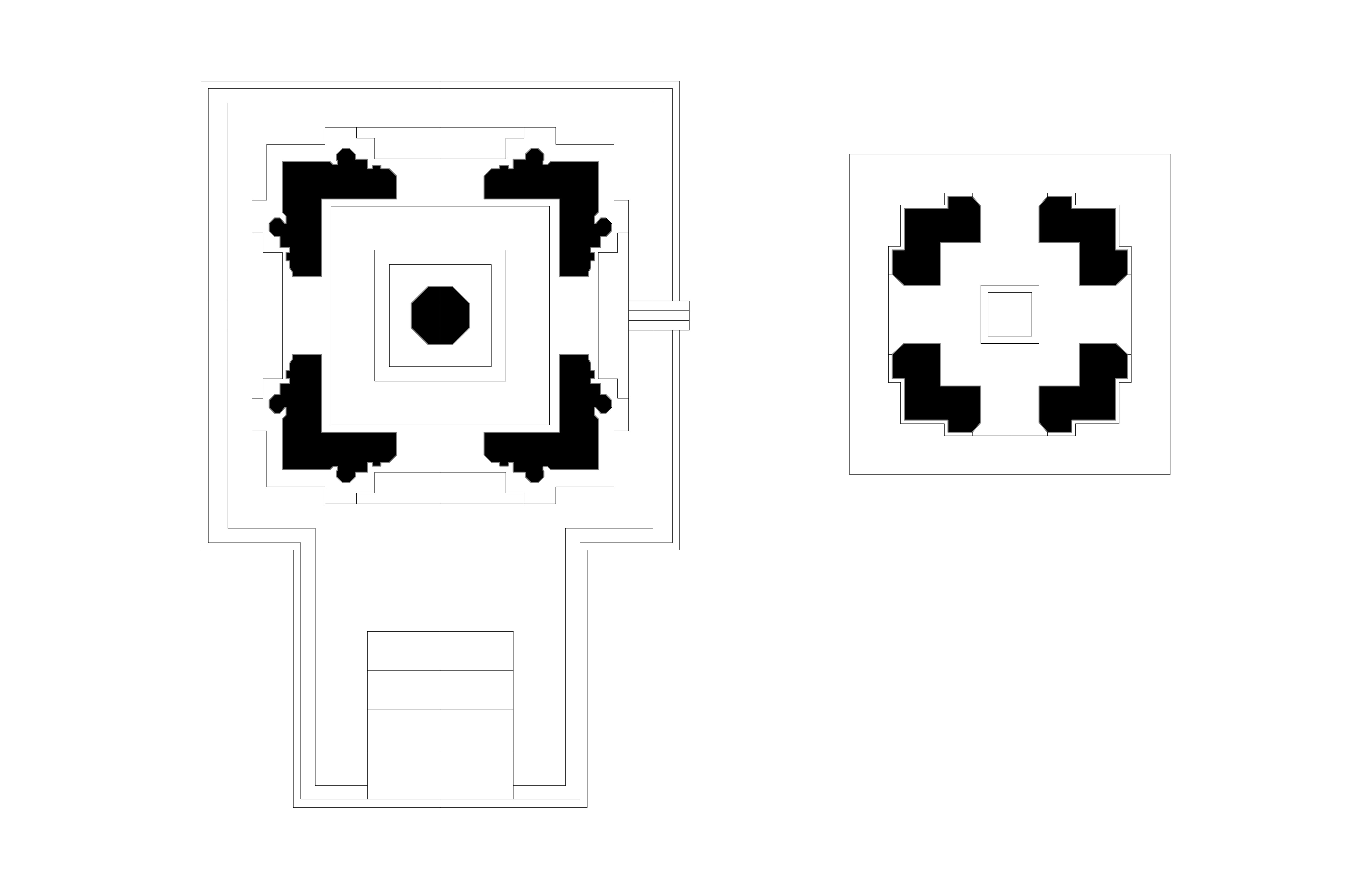
Grundriss des Tempels (links)

Der dem Hindu-Gott Shiva geweihte Payar-Tempel oder Payer-Tempel steht in der Ortschaft Payer bei der Stadt Pulwama im Distrikt Pulwama im Bundesstaat Jammu und Kaschmir im von Indien verwalteten Teil Kaschmirs.

## Lage
Der Payar-Tempel liegt etwa 30 km (Fahrtstrecke) südöstlich der Millionenstadt Srinagar bzw. ca. 15 km südwestlich von Awantipora in einer Höhe von etwa 1650 m. Die Distriktshauptstadt Pulwama ist ca. 5 km entfernt.

## Geschichte
Da Inschriften und sonstige Textnachrichten fehlen, wird der Bau aus stilistischen Gründen ins 11. Jahrhunderts datiert. Durch Erdbeben kaum beschädigt, überstand er – wahrscheinlich wegen seiner nur lokalen Bedeutung und seiner abgelegenen Lage – den Zerstörungsfeldzug des muslimischen Eroberers Sikandar Butshikan im Kaschmirtal zu Beginn des 15. Jahrhunderts. Von den Briten im 19. Jahrhundert „wiederentdeckt“, wurde er geringfügig restauriert.

## Architektur
Anders als die meisten historischen Tempel Kaschmirs steht der Payar-Tempel nicht inmitten einer sich bei Regen füllenden Wasserfläche, sondern erhöht auf einem meterhohen Podest. Der auf einem quadratischen Grundriss von nur etwa 3,50 m Seitenlänge ruhende und vollkommen symmetrische vierportalige Bau ist von einem zweistöckigen Pyramidendach gedeckt. Die leicht vorgezogenen Portalzonen des Tempels sind reich gegliedert – die Dreiecksgiebel werden von oktogonalen Säulen mit Kapitellen getragen; die Innenflächen der Giebel zeigen jeweils frühe Dreipässe mit Figuren. Insgesamt wirkt der Tempel beinahe europäisch.

## Skulptur
Oberhalb eines jeden Portalgiebels befindet sich ein Götterbildnis – dargestellt sind die Shiva-Avatare Lakulisa, Nataraja, Sadashiva und der sechsarmige Natesa. In der Cella (garbhagriha) im Innern des Tempels erhebt sich ein Shiva-Lingam.